# Pento
En la mitología griega Pento (en griego Πένθος, Pénthos) era la personificación del «Lamento». El sustantivo πένθος significa «duelo, dolor, aflicción, queja, luto, desgracia». Sinónimo mitológico de Πένθος es Ὀϊζύς (Ezis, la «Aflicción»). Su equivalente romano era Luctus.
Plutarco cuenta que cuando Zeus estaba repartiendo los dones a las divinidades no estaba presente Pento y que cuando llegó pidió a Zeus que le concediera un don como a los demás dioses. Zeus no sabía que hacer puesto que ya había repartido a todos los dones y solo pudo concederle el honor de presidir las lágrimas y la tristeza que surgen cuando muere un ser querido. Así, al igual que las otras divinidades favorecen a aquellos que les honran, también Pento se acerca a los que la honran con penas y aflicciones y tratará de enviarles más penas con el fin de que sigan honrándola constantemente. Por tanto, dado que Pento es un mal, para librarse de ella sería necesario hacer que esas penas y lamentos no fueran excesivas sino lo más pequeñas que fuera posible.
| sustantivo       | significado                                       |
| ---------------- | ------------------------------------------------- |
| πένθος (pénthos) | «duelo, dolor, aflicción, queja, luto, desgracia» |
| ὀϊζύς (oizýs)    | «aflicción, pesadumbre»                           |
| miseria          | «miseria, desgracia, adversidad, desventura»      |
| luctus           | «dolor, pesar, aflicción, luto»                   |